# Kevin Durant
Kevin Wayne Durant (ur. 29 września 1988 w Waszyngtonie) – amerykański koszykarz występujący na pozycji niskiego skrzydłowego, dwukrotny mistrz NBA (2017, 2018), czterokrotny mistrz olimpijski (Londyn 2012, Rio 2016, Tokio 2020, Paryż 2024) oraz mistrz świata z Turcji (2010). Obecnie zawodnik Houston Rockets.
Wybrany z 2. numerem w drafcie NBA w 2007 przez Seattle SuperSonics. MVP sezonu NBA 2013/14. W 2006 wystąpił w meczu wschodzących gwiazd - Nike Hoop Summit oraz McDonald’s All-American.

## Kariera

### College
Po roku studiów na University of Texas at Austin i występach w drużynie uczelnianej Texas Longhorns, kiedy notował średnio 25,8 punktu oraz 11,1 zbiórki w meczu został zgłoszony do draftu NBA. Razem z innym koszykarzem który także spędził tylko rok na studiach Gregiem Odenem byli typowani do pierwszego numeru draftu.

### NBA
Został wybrany z 2. numerem draftu w 2007 przez drużynę Seattle SuperSonics.
Swój debiut w NBA zaliczył w przegranym meczu z Denver Nuggets, w którym zdobył 18 punktów, 5 zbiórek, oraz 3 przechwyty. Swojego pierwszego game-winnera, Durant rzucił 16 listopada 2007 w wygranym meczu Sonics z Hawks w podwójnej dogrywce. Jako pierwszoroczniak pięciokrotnie był wybierany najlepszym rookie miesiąca (listopad, grudzień, styczeń, marzec i kwiecień). Rzucał najwięcej punktów wśród wszystkich pierwszoroczniaków (20,3 pkt/mecz co jest o 7,6 pkt/mecz więcej od któregokolwiek innego rookie oraz najlepszym wynikiem w drużynie Ponaddźwiękowców) - wraz z 4,4 zbiórki/mecz i 2,4 asysty/mecz w 80 meczach (wszystkie w pierwszej piątce). Durant był też jedynym pierwszoroczniakiem, który prowadził w pięciu statystykach w swoim zespole - wliczając średnią punktową, bloków, przechwytów, celnych oraz procent rzutów osobistych. K-Smoove zablokował też najwięcej rzutów (75) wśród wszystkich obrońców w lidze.
47 razy był najlepszym strzelcem Sonics, wliczając rekord sezonu (42 punkty) przeciwko Golden State Warriors 16 kwietnia 2008, przynajmniej 47 razy zdobywał 20 i więcej punktów oraz siedmiokrotnie 30 i więcej. Durant reprezentował też Sonics w got Milk? Rookie Challenge rzucając w nim 23 punkty.
Na koniec sezonu regularnego Kevin Durant został uznany najlepszym pierwszoroczniakiem, zostając tym samym pierwszym zawodnikiem, który tego dokonał w historii SuperSonics. Ponadto jego średnia punktowa (20,3) pobiła czterdziestoletni rekord rookie Boba Rule'a (1967/1968).
Chociaż Kevin Durant nie został wybrany do Meczu Gwiazd 2009, to i tak zapisał się w annałach tej imprezy występując w dwóch konkurencjach – w pierwszym dniu (13 lutego 2009) w T-Mobile Rookie Challenge & Youth Jam, w którym jego Sophomores pokonali Rookies 122-116, a on sam został wybrany MVP tej imprezy, zdobywając 46 punktów i bijąc przy okazji wcześniejszy rekord należący do Amare'a Stoudamire'a (36 pkt w 2004). W drugim dniu tej imprezy wziął udział w inauguracyjnym All-Star Weekend, konkursie H.O.R.S.E - gdzie pokonał OJ Mayo z zespołu Memphis Grizzlies oraz Joego Johnsona z Atlanta Hawks. Co ciekawe, we wczesnej fazie konkursu zdobył już 4 litery (kto zdobędzie wszystkie 5 - H.O.R.S.E - odpada).
W samym lutym Durant był w wyśmienitej formie zdobywając przeciętnie 30,6 pkt/mecz; 6,3 zb/mecz; 3,5 as/mecz; 1,45 prze/mecz oraz 0,55 blk/mecz, rzucając ze skutecznością 54% z gry, 51% za 3 pkt, oraz 88% z linii rzutów wolnych. Suma procentowa rzutów Duranta z tego miesiąca (54 + 51 + 88) wynosi 193. Uważa się, że 180 jest świetnym wynikiem.
W sezonie 2009/2010 zajął ex aequo drugie miejsce w głosowaniu na największy postęp oraz MVP sezonu.
We wrześniu 2010 wziął udział w mistrzostwach świata rozgrywanych w Turcji. Wraz z reprezentacją USA zdobył mistrzostwo globu w finale, pokonując reprezentację gospodarzy 81:64. Po meczu został ogłoszony MVP mistrzostw, znalazł się także w pierwszej 5 turnieju.
Lider Oklahoma City Thunder 19 lutego 2012 ustanowił swój rekord kariery zdobywając 51 punktów w wygranym meczu przeciw Denver Nuggets zakończonym wynikiem 124-118 dla OKC. Innym ważnym osiągnięciem tego zawodnika było zdobycie tytułu All-Star Game MVP, w którym to meczu wystąpił w wyjściowym składzie zdobywając 36 punktów. Po zakończeniu rozgrywek zasadniczych uplasował się na drugiej pozycji w głosowaniu na MVP sezonu.
Głosami kibiców został wybrany do pierwszej piątki na mecz gwiazd NBA 2013. Na koniec rozgrywek zajął drugie miejsce w głosowaniu na MVP sezonu.
6 maja 2014 został wybrany MVP ligi za sezon 2013/14. Został też wybrany do pierwszej piątki najlepszych zawodników sezonu 2013/14.
4 lipca 2016 ogłosił, iż jako wolny agent dołączy do Golden State Warriors. 7 lipca podpisał kontrakt z tym klubem. Według doniesień umowa opiewa na kwotę 54,3 miliona dolarów i została zawarta na dwa lata, z opcją opuszczenia klubu i zostania wolnym agentem po jednym sezonie. 26 kwietnia 2017 roku w 6 meczu przeciwko Los Angeles Clippers wyrównał osiągnięcie Charlesa Barkleya w rozgrywkach play-off w zdobyczy punktowej w pierwszej połowie meczu wynoszącej 38 punktów.
7 lipca 2019 trafił do Brooklyn Nets. 9 lutego 2023 dołączył do Phoenix Suns w wyniku transferu.

## Osiągnięcia
Stan na 1 czerwca 2024, na podstawie, o ile nie zaznaczono inaczej.

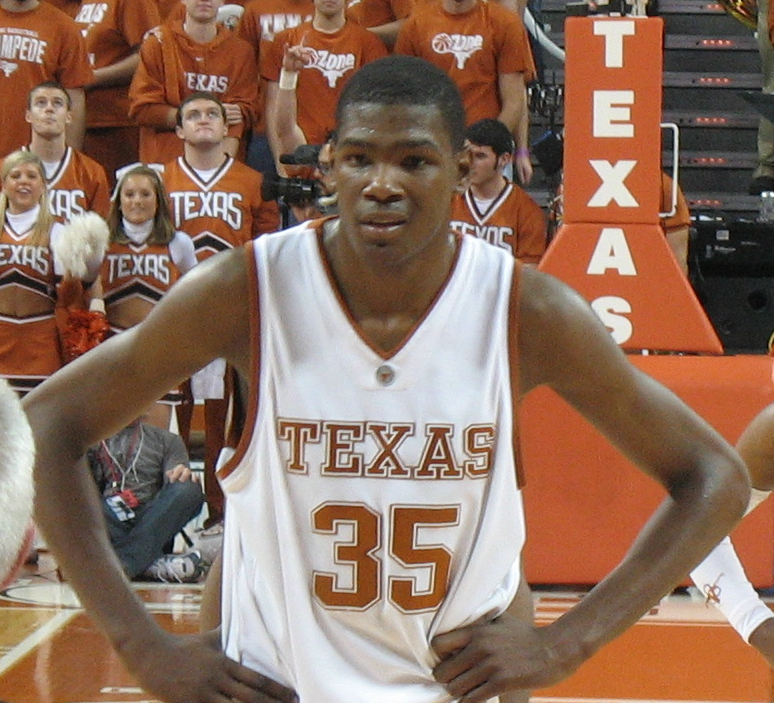
Durant jako zawodnik akademickiej drużyny Texas Longhorns.

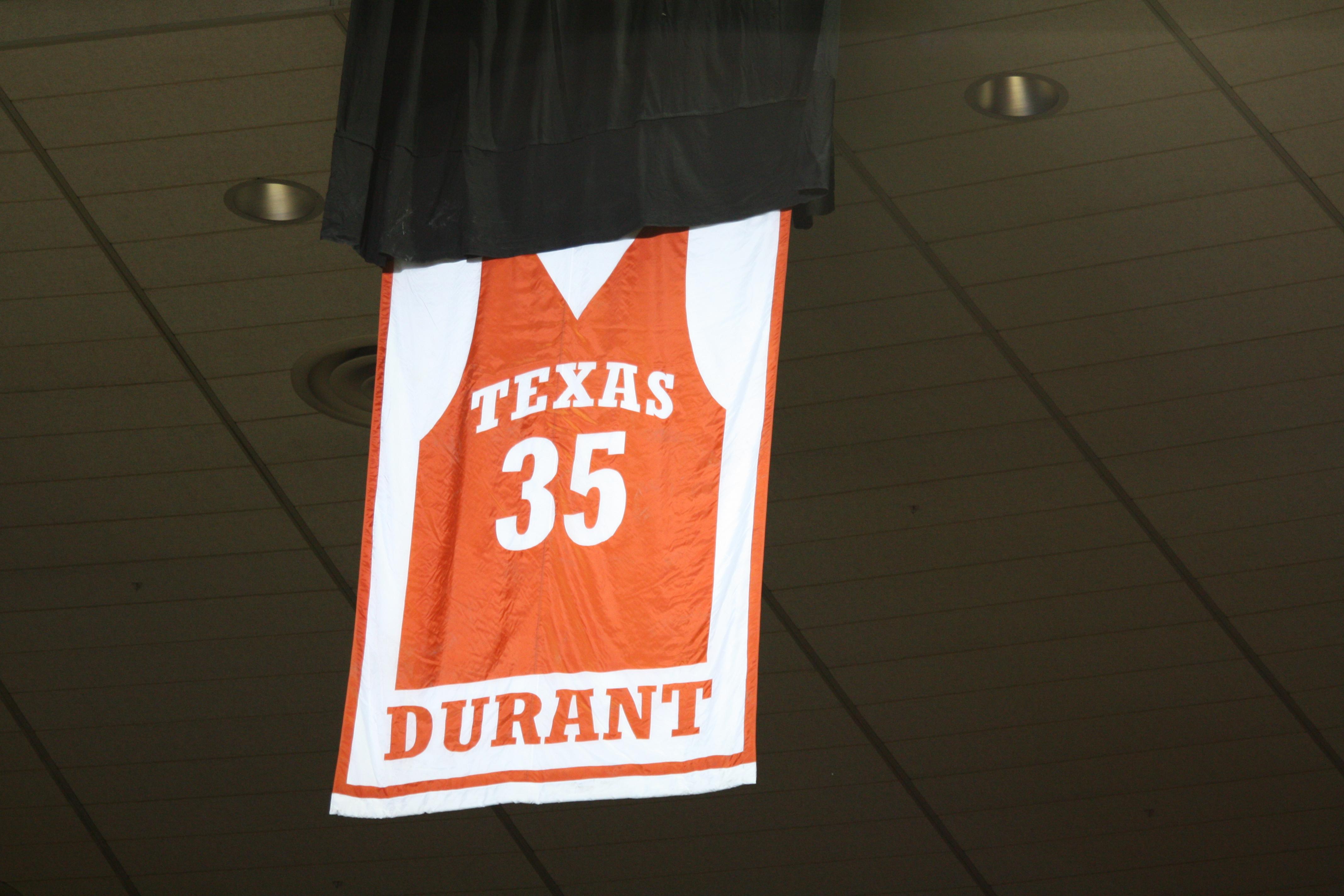
Zdjęcie z ceremonii zastrzeżenia numeru 35 Duranta przez zespół Texas Longhorns (2009).

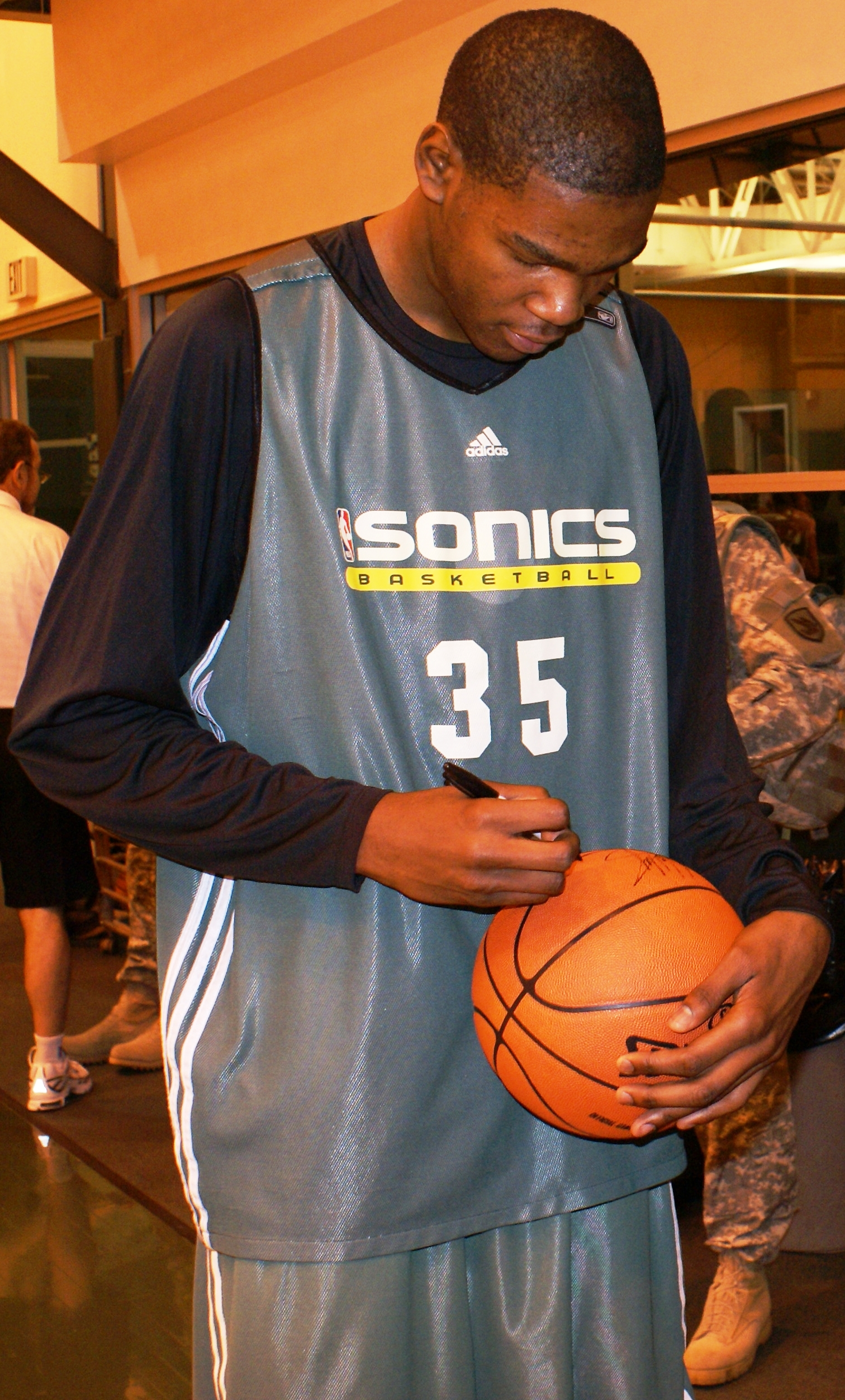
Durant podpisujący piłkę podczas treningu SuperSonics w styczniu 2008.

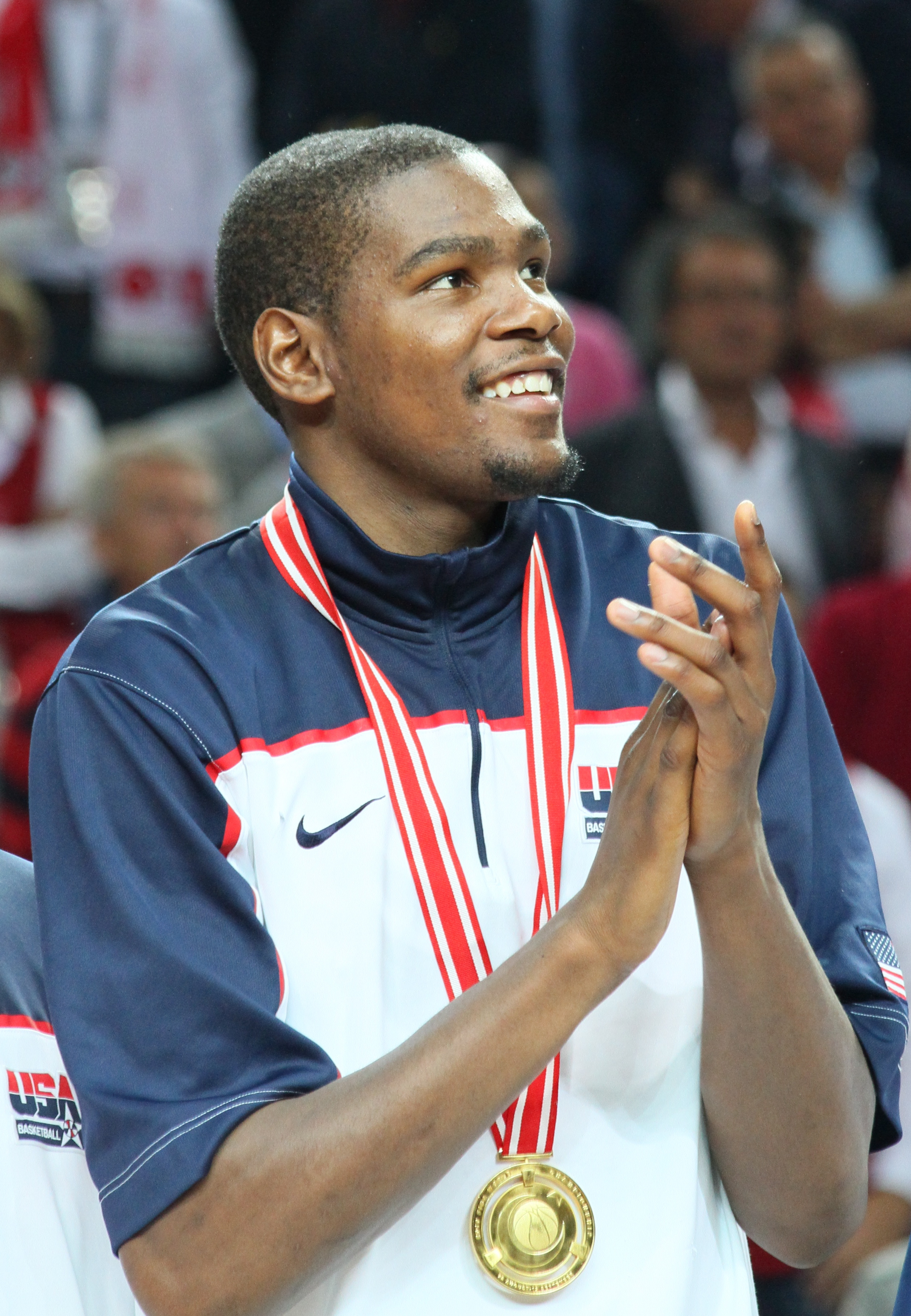
Durant ze złotym medalem mistrzostw świata w Turcji (2010).

### NCAA
- Uczestnik rozgrywek rundy 32 turnieju NCAA (2007)
- Koszykarz Roku:
  - NCAA:
    - im. Johna R. Woodena (2007)[19]
    - im. Naismitha (2007)[20]
    - według:
      - National Association of Basketball Coaches (NABC – 2007)[21]
      - Sporting News (SN – 2007)[22]
      - Associated Press (AP – 2007)[23]
      - Basketball Times (2007)

    - Adolph Rupp Trophy (2007)[24]
    - Oscar Robertson Trophy (2007)[25]

  - Konferencji Big 12 (2007)
- Najlepszy pierwszoroczny zawodnik:
  - NCAA według USBWA (2007)[26]
  - konferencji Big 12 (2007)[27]
- Most Outstanding Player (MOP = MVP) turnieju Big 12 (2007)[28]
- Zaliczony do:
  - I składu:
    - All-American (2007)[29]
    - konferencji Big 12 (2007)
    - turnieju:
      - konferencji Big 12 (2007)
      - Coaches vs. Classic (2007)

    - defensywnego Big 12 (2007)
    - debiutantów Big 12 (2007)
    - zawodników pierwszorocznych Big 12 (2007)
- Drużyna Texas Longhorns zastrzegła należący do niego numer 35

### NBA
- Mistrz NBA (2017, 2018)
- Wicemistrz NBA (2012, 2019)[30]
- MVP:
  - sezonu zasadniczego NBA (2014)[31]
  - finałów NBA (2017, 2018)[32]
  - meczu gwiazd NBA (2012, 2019)[33]
  - spotkania Rookies vs. Sophomores Challenge (2009)
  - miesiąca NBA (kwiecień 2010, grudzień 2010, kwiecień 2011, luty 2012, marzec 2012, listopad 2012, marzec 2013, listopad 2013, grudzień 2013, styczeń 2014, marzec 2014, grudzień 2015, styczeń 2016)
  - tygodnia NBA (4.01.2010, 1.02.2010, 5.04.2010, 7.02.2011, 11.04.2011, 3.01.2012, 20.02.2012, 26.03.2012, 19.11.2012, 3.12.2012, 14.01.2013, 21.01.2013, 2.12.2013, 30.12.2013, 20.01.2014, 27.01.2014, 10.02.2014, 24.03.2014, 5.01.2015, 30.11.2015, 14.12.2015, 18.01.2016, 1.02.2016, 21.03.2016)
- Debiutant Roku NBA (2008)[34]
- Laureat nagrody Seasonlong NBA Cares Community Assist Award (2018)[35]
- Wielokrotnie wybierany do udziału w meczu gwiazd NBA (2010–2019[36], 2021[a], 2022[b], 2023[c], 2024[41])
- Uczestnik:
  - Rising Stars Challenge (2008, 2009)
  - konkursu rzutów za 3 punkty (2011, 2012)
- Wybrany do:
  - I składu:
    - NBA (2010-2014, 2018[42])[43]
    - debiutantów NBA (2008)[44]
    - letniej ligi NBA (2007)

  - II składu NBA (2016, 2017, 2019[45], 2024[46])
  - składu najlepszych zawodników w historii NBA, wybranego z okazji obchodów 75-lecia istnienia ligi (2021)[47]
- Lider:
  - sezonu zasadniczego w:
    - średniej zdobytych punktów (2010–2012, 2014)[48]
    - skuteczności rzutów wolnych (2013)[49]

  - play-off w:
    - średniej zdobytych punktów (2011, 2013, 2014, 2016)[50]
    - liczbie celnych rzutów wolnych (2016)[51]
- 2-krotny zwycięzca konkursu H.O.R.S.E podczas NBA All-Star Weekend (2009, 2010)
- Debiutant miesiąca NBA (listopad 2007, grudzień 2007, styczeń 2008, marzec 2008, kwiecień 2008)

### Reprezentacja
- Mistrz:
  - olimpijski (2012[52], 2016[53], 2020[54], 2024[55])
  - świata (2010)[56]
- MVP:
  - mistrzostw świata (2010)
  - igrzysk olimpijskich (2020)[57]
- Koszykarz Roku USA Basketball – USA Basketball Male Athlete of the Year (2010)
- Zaliczony do I składu:
  - igrzysk olimpijskich (2020)[58]
  - mistrzostw świata (2010)
- Lider igrzysk olimpijskich w skuteczności rzutów za 3 punkty (2016 – 58,1%)[59]

## Rekordy życiowe
- Punkty - 54 @ Golden State Wariors 17/01/14
- Rzuty z gry celne - 19 @ Denver Nuggets 16/04/08
- Rzuty z gry oddane - 33 @ Portland Trail Blazers 06/02/12
- Rzuty za 3 celne - 7 vs. Utah Jazz 08/12/08
- Rzuty za 3 oddane - 13 2 razy
- Rzuty wolne celne - 24 @ Los Angeles Clippers 23/01/09
- Rzuty wolne oddane - 26 @ Los Angeles Clippers 23/01/09
- Zbiórki ofensywne - 4 9 razy
- Zbiórki defensywne - 16 2 razy
- Zbiórki suma - 18 @ Minnesota Timberwolves 26/01/2011
- Asysty - 11 @ Houston Rockets 02/20/13
- Przechwyty - 5 4 razy
- Bloki - 5 2 razy
- Minuty gry - 52 vs. Portland Trail Blazers 11/04/10

## Statystyki
Na podstawie Basketball-Reference.com (ang.)

Stan na koniec sezonu 2023/24

### Sezon regularny
| Sezon   | Drużyna       | M    | S5   | MPG  | FG%   | 3P%   | FT%   | RPG | APG | SPG | BPG | PPG  |
| ------- | ------------- | ---- | ---- | ---- | ----- | ----- | ----- | --- | --- | --- | --- | ---- |
| 2007/08 | Seattle       | 80   | 80   | 34,6 | 43,0% | 28,8% | 87,3% | 4,4 | 2,4 | 1,0 | 0,9 | 20,3 |
| 2008/09 | Oklahoma City | 74   | 74   | 39,0 | 47,6% | 42,2% | 86,3% | 6,5 | 2,8 | 1,3 | 0,7 | 25,3 |
| 2009/10 | Oklahoma City | 82   | 82   | 39,5 | 47,6% | 36,5% | 90,0% | 7,6 | 2,8 | 1,4 | 1,0 | 30,1 |
| 2010/11 | Oklahoma City | 78   | 78   | 38,9 | 46,2% | 35,0% | 88,0% | 6,8 | 2,7 | 1,1 | 1,0 | 27,7 |
| 2011/12 | Oklahoma City | 66   | 66   | 38,6 | 49,6% | 38,7% | 86,0% | 8,0 | 3,5 | 1,3 | 1,2 | 28,0 |
| 2012/13 | Oklahoma City | 81   | 81   | 38,5 | 51,0% | 41,6% | 90,5% | 7,9 | 4,6 | 1,4 | 1,3 | 28,1 |
| 2013/14 | Oklahoma City | 81   | 81   | 38,5 | 50,3% | 39,1% | 87,3% | 7,4 | 5,5 | 1,3 | 0,7 | 32,0 |
| 2014/15 | Oklahoma City | 27   | 27   | 33,8 | 51,0% | 40,3% | 85,4% | 6,6 | 4,1 | 0,9 | 0,9 | 25,4 |
| 2015/16 | Oklahoma City | 72   | 72   | 35,8 | 50,5% | 38,7% | 89,8% | 8,2 | 5,0 | 1,0 | 1,2 | 28,2 |
| 2016/17 | Golden State  | 62   | 62   | 33,4 | 53,7% | 37,5% | 87,5% | 8,3 | 4,8 | 1,1 | 1,6 | 25,1 |
| 2017/18 | Golden State  | 68   | 68   | 34,2 | 51,6% | 41,9% | 88,9% | 6,8 | 5,4 | 0,7 | 1,8 | 26,4 |
| 2018/19 | Golden State  | 78   | 78   | 34,6 | 52,1% | 35,3% | 88,5% | 6,4 | 5,9 | 0,7 | 1,1 | 26,0 |
| 2020/21 | Brooklyn      | 35   | 32   | 33,1 | 53,7% | 45,0% | 88,2% | 7,1 | 5,6 | 0,7 | 1,3 | 26,9 |
| 2021/22 | Brooklyn      | 55   | 55   | 37,2 | 51,8% | 38,3% | 91,0% | 7,4 | 6,4 | 0,9 | 0,9 | 29,9 |
| 2022/23 | Brooklyn      | 39   | 39   | 36,0 | 55,9% | 37,6% | 93,4% | 6,7 | 5,3 | 0,8 | 1,5 | 29,7 |
| 2022/23 | Phoenix       | 8    | 8    | 33,6 | 57,0% | 53,7% | 83,3% | 6,4 | 3,5 | 0,3 | 1,3 | 26,0 |
| 2023/24 | Phoenix       | 75   | 75   | 37,2 | 52,3% | 41,3% | 85,6% | 6,6 | 5,0 | 0,9 | 1,2 | 27,1 |
| Razem   |               | 1061 | 1058 | 36,7 | 50,1% | 38,7% | 88,4% | 7,0 | 4,4 | 1,1 | 1,1 | 27,3 |

### Play-offy
| Sezon | Drużyna       | M   | S5  | MPG  | FG%   | 3P%   | FT%   | RPG | APG | SPG | BPG | PPG  |
| ----- | ------------- | --- | --- | ---- | ----- | ----- | ----- | --- | --- | --- | --- | ---- |
| 2010  | Oklahoma City | 6   | 6   | 38,5 | 35,0% | 28,6% | 87,1% | 7,7 | 2,3 | 0,5 | 1,3 | 25,0 |
| 2011  | Oklahoma City | 17  | 17  | 42,5 | 44,9% | 33,9% | 83,8% | 8,2 | 2,8 | 0,9 | 1,1 | 28,6 |
| 2012  | Oklahoma City | 20  | 20  | 41,9 | 51,7% | 37,3% | 86,4% | 7,4 | 3,7 | 1,5 | 1,2 | 28,5 |
| 2013  | Oklahoma City | 11  | 11  | 44,1 | 45,5% | 31,4% | 83,0% | 9,0 | 6,3 | 1,3 | 1,1 | 30,8 |
| 2014  | Oklahoma City | 19  | 19  | 42,9 | 46,0% | 34,4% | 81,0% | 8,9 | 3,9 | 1,0 | 1,3 | 29,6 |
| 2016  | Oklahoma City | 18  | 18  | 40,3 | 43,0% | 28,2% | 89,0% | 7,1 | 3,3 | 1,0 | 1,0 | 28,4 |
| 2017  | Golden State  | 15  | 15  | 35,5 | 55,6% | 44,2% | 89,3% | 7,9 | 4,3 | 0,8 | 1,3 | 28,5 |
| 2018  | Golden State  | 21  | 21  | 38,4 | 48,7% | 34,1% | 90,1% | 7,8 | 4,7 | 0,7 | 1,2 | 29,0 |
| 2019  | Golden State  | 12  | 12  | 36,8 | 51,4% | 43,8% | 90,3% | 4,9 | 4,5 | 1,1 | 1,0 | 32,3 |
| 2021  | Brooklyn      | 12  | 12  | 40,4 | 51,4% | 40,2% | 87,1% | 9,3 | 4,4 | 1,5 | 1,6 | 34,3 |
| 2022  | Brooklyn      | 4   | 4   | 44,0 | 38,6% | 33,3% | 89,5% | 5,8 | 6,3 | 1,0 | 0,3 | 26,3 |
| 2023  | Phoenix       | 11  | 11  | 42,4 | 47,8% | 33,3% | 91,7% | 8,7 | 5,5 | 0,8 | 1,4 | 29,0 |
| 2024  | Phoenix       | 4   | 4   | 42,0 | 55,2% | 41,7% | 82,4% | 6,5 | 3,3 | 0,5 | 1,5 | 26,8 |
| Razem |               | 170 | 170 | 40,5 | 47,7% | 35,6% | 86,8% | 7,8 | 4,2 | 1,0 | 1,2 | 29,3 |